# حروف صينية تقليدية
الحروف الصينية التقليدية تشير إلى واحدة من مجموعتين من الحروف الصينية. أول ما ظهرت الأشكال الحديثة للحرف التقليدية الصينية مع ظهور النص الكتابي من خلال سلالة هان، وكانت أكثر أو أقل استقرارا منذ القرن الخامس خلال السلالات الشمالية والجنوبية. يستخدم مصطلح «التقليدية» للتمييز بين الحروف التقليدية ومجموعة أخرى من الحروف هي الحروف القياسية (الحروف الصينية المبسطة)، التي تم توحيدها من قبل حكومة جمهورية الصين الشعبية منذ الخمسينات.
تستخدم الحروف التقليدية رسمياً في تايوان وهونغ كونغ وماكاو. فيما بين المجتمعات المحلية الصينية وراء البحار (باستثناء سنغافورة وماليزيا)، حيث الحروف التقليدية هي الأكثر شيوعاً.
وفي المقابل، الحروف الصينية المبسطة تستخدم في بر الصين الرئيسي، سنغافورة وماليزيا في المنشورات الرسمية. لا يزال النقاش حول الصينية التقليدية والصينية المبسطة حرفا مسألة طال أمدها بين الصينيين.
| صينية مبسطة | صينية تقليدية |
| ----------- | ------------- |
| 几          | 幾            |
| 叶          | 葉            |
| 机          | 機            |
| 后          | 後            |
| 里          | 裏            |
| 制          | 製            |
| 征          | 徵            |
| 面          | 麺            |
| 郁          | 鬱            |
| 筑          | 築            |
| 着          | 著            |

رمز wèi 為 طويل (= فعل، صنع)
رمز wèi 爲 (كِتبة)
رمز wèi 为 (أربع شرطات بدل تسع)

- كانجي
- حروف صينية
- فن الخط بالأحرف الصينية